# Benji Gregory
Benjamin Gregory Hertzberg (Los Angeles, 26 mei 1978 – Peoria (Arizona), 13 juni 2024) was een Amerikaans acteur, vooral bekend als Brian Tanner uit de serie ALF. Gregory debuteerde al op 6-jarige leeftijd, in een aflevering van The A-Team. 

## Carrière
Van 1986 tot 1990 speelde Gregory in de serie ALF de rol van jongste zoon Brian Tanner, die goed overweg kon met het buitenaardse wezen Alf dat bij het gezin in huis woonde. Gregory was opgelucht toen in 1990 een einde kwam aan de serie, maar hij heeft aangegeven dat hij geen spijt had van zijn deelname aan de serie.
Gregory had hierna nog enkele kleine rollen en werkte als stemacteur, maar zette in 1993 een punt achter zijn acteerwerk. Hij studeerde aan de Academy of Art University in San Francisco en in 2003 ging hij aan de slag bij de US Navy, waar hij van juni 2004 tot januari 2005 bij de meteorologische dienst van het vliegdekschip Carl Vinson werkte. Om medische redenen werd hij in 2005 eervol ontslagen.

## Persoonlijk leven
Zijn vader, oom en zus waren eveneens actief als acteurs en zijn grootmoeder heeft gewerkt als agent voor Gregory. Hij was sinds 2006 getrouwd met Sarah, die hij in 2000 had leren kennen aan de opleiding in San Francisco.
Hij leed volgens zijn zus aan psychische problemen als depressies, een bipolaire stoornis en slaapproblemen.
Gregory overleed op 13 juni 2024 op 46-jarige leeftijd. Gregory en zijn hulphond, een mopshond genaamd Hans, werden dood aangetroffen in zijn auto op de parkeerplaats van een Chase Bank in Peoria, Arizona.

## Filmografie
- The A-Team Televisieserie - Eric (Afl., Hot Styles, 1984)
- T.J. Hooker Televisieserie - Sean (Afl., The Confession, 1984)
- Punky Brewster Televisieserie - Dash (Afl., Fenster Hall: Part 1 & 2, 1985)
- Amazing Stories Televisieserie - Sam (Afl., Alamo Jobe, 1985)
- The New Twilight Zone Televisieserie - Boy (Afl., Night of the Meek, 1985)
- Thompson's Last Run (Televisiefilm, 1986) - Little John
- Mr. Boogedy (Televisiefilm, 1986) - Aurie Davis
- Jumpin' Jack Flash (1986) - Harry Carlson Jr.
- ALF Televisieserie - Brian Tanner (1986-1990)
- Fantastic Max Televisieserie - Harrison Benjamin 'Ben' Letterman (1988-1991, stem)
- Murphy Brown Televisieserie - Brian (Afl., On Another Plane: Part 1, 1991)
- Never Forget (Televisiefilm, 1991) - Kenny Mermelstein
- Lady Against the Odds (Televisiefilm, 1992) - Newspaper Boy
- Once Upon a Forrest (1993) - Edgar (Stem)

- Bibliothèque nationale de France: cb14183331c (data)
- International Standard Name Identifier: 0000 0000 0338 8195
- Library of Congress Control Number: n2013061550
- Virtual International Authority File: 39586667
- WorldCat: E39PBJhmQTTBMQPvbxf3HPTyh3